# Ștefan Lucian Judele
Lucian Judele este un politician român, membru al Uniunii Salvați România (USR), cunoscut pentru activitatea sa în administrația publică a Municipiului București.
În februarie 2025, primarul general al Bucureștiului, Nicușor Dan, candidat la alegerile prezidențiale din mai, și-a delegat atribuțiile până pe 30 aprilie 2025 administratorului public Lucian Judele și altor directori din primărie. Totuși, Nicușor Dan va continua să fie prezent la Primăria Capitalei, iar delegările se aplică doar pentru zilele în care acesta va lipsi.

## Biografie
Înainte de a se implica în politică, Lucian Judele a lucrat ca asistent medical în Italia. În 2016, inspirat de mesajul lui Vlad Voiculescu, a decis să se întoarcă în România pentru a contribui la îmbunătățirea sistemului medical și a deschis un fast-food, pe care l-a gestionat timp de aproximativ trei ani. Ulterior, a renunțat la afacere pentru a se dedica politicii, cu scopul de a aduce schimbări pozitive în sistemul medical românesc.

### Implicarea în USR și funcții administrative
În 2019, Judele a devenit președintele PLUS Sector 3 și a candidat pentru o poziție de consilier local din partea alianței USR PLUS. A câștigat mandatul și, în octombrie 2020, a fost numit viceprimar al Sectorului 3. În această funcție, s-a confruntat cu opoziția primarului Robert Negoiță, care nu i-a delegat atribuții și l-a supus la diverse presiuni și amenințări. Cu toate acestea, Judele a continuat să supravegheze modul în care sunt cheltuiți banii publici și să semnaleze eventualele nereguli.
În februarie 2025, primarul general al Capitalei, Nicușor Dan, l-a numit pe Lucian Judele în funcția de Administrator Public al Municipiului București. În această calitate, Judele coordonează mai multe direcții și instituții, printre care Direcția Generală Servicii Publice, Direcția de Mediu, Administrația Lacuri, Parcuri și Agrement București (ALPAB), Administrația Spitalelor și Serviciilor Medicale București (ASSMB) și Administrația Străzilor București.

### Candidatura la Primăria Sectorului 3
În ianuarie 2024, USR l-a desemnat pe Lucian Judele drept candidat pentru funcția de primar al Sectorului 3 în alegerile locale programate pentru 2024.